# Казимир I (князь Західної Померанії)
Казимир I (*Kasimir I бл. 1130  —1180/1181) — князь Західної Поморянії у 1155/1156—1180/1181 роках.

## Життєпис
Походив з династії Грифичів. Син поморського князя Вартіслава I. У 1135 році втратив батька. Оскільки Казимир та його брат були досить малими, то новим князем став їх стрийко Ратибор I. Здобув християнську освіту.
У 1155 або 1156 році після смерті Ратибора I разом з братом отримав Західнопоморянське князівство, отримав Померанію-Деммін, а брат Богуслав I — Померанія-Щецін. При цьому значна частину Поморянії опинилася в загальному керуванні.
У 1164 році разом з братом рушив на допомогу Прібиславу, князь ободритів, який боровся проти саксонських, гольштейнських та данських військ. У запеклій битві при Ферхені війська поморян та ободритів зазнали поразки. Казимир I надав притулок Прібиславу, а згодом надав війська для боротьби з німцями. Того ж року отримав 1/3 володінь Данії міста Вольгаст.
У 1168 році рушив разом з Богуславом I на допомогу Теславу, князю руян, якого атакували саксонсько-данські війська. Того ж року підкорив племена хижан і черезпенян, землі яких приєднав до своїх володінь. Знать черезпенян та хижан оселив в Демміні, водночас сприяв християнізації слов'ян, заснувавши у 1170 році монастир у Броді, 1172 році — Даргуні, 1177 році — Белбук. Протягом 1176—1180 років надав коштів єпископству Воллін.
У 1178—1180 році в союзі з Генріхом Львом Вельфом, герцогом Саксонії, брав участьу поході проти лужичан, а потім Бранденбургу. У 1180 році зазнав поранення у битві при Демміні з Оттоном I асканієм, маркграфом Бранденбургу. Невдовзі близько 1181 року помер. Його володіння отримав брат Богуслав I.